# Liste von Persönlichkeiten der Stadt Tambow
Die Liste von Persönlichkeiten der Stadt Tambow enthält die in der russischen Stadt Tambow geborene und verstorbene Persönlichkeiten sowie solche, die in Tambow gewirkt haben, dabei jedoch andernorts geboren wurden. Die Liste erhebt keinen Anspruch auf Vollständigkeit.

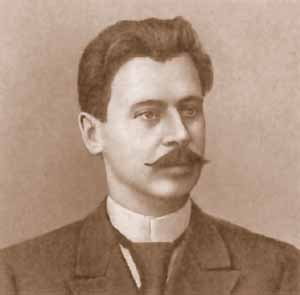
Alexander Wwedenski
(1856–1925)

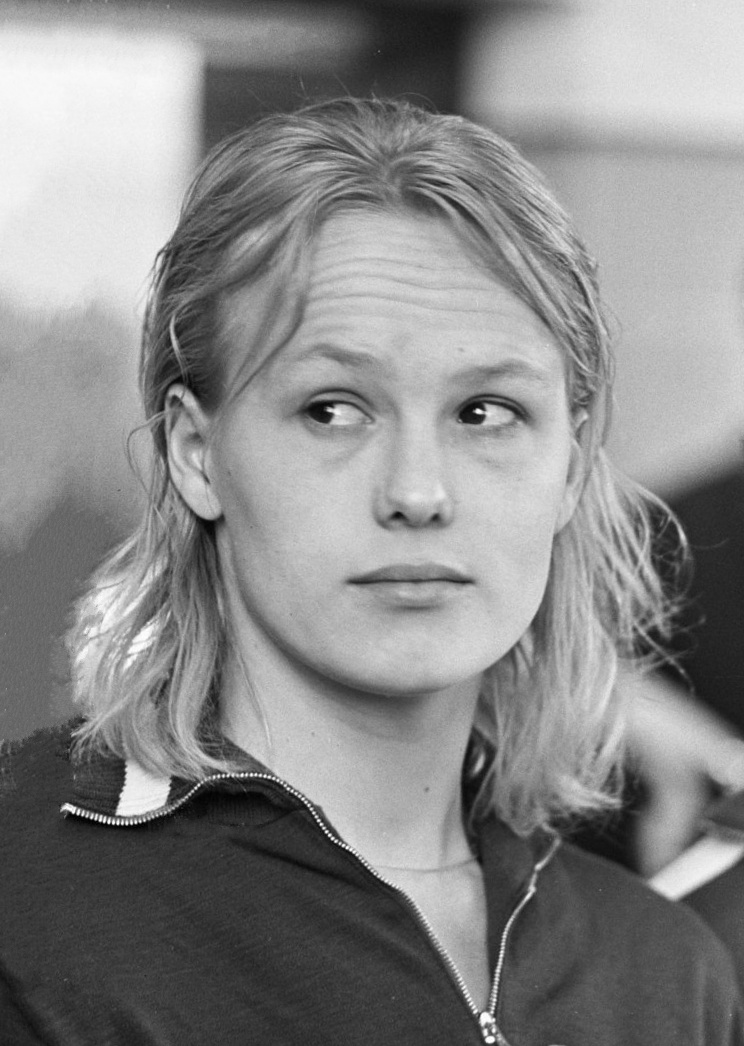
Swetlana Babanina
(* 1943)

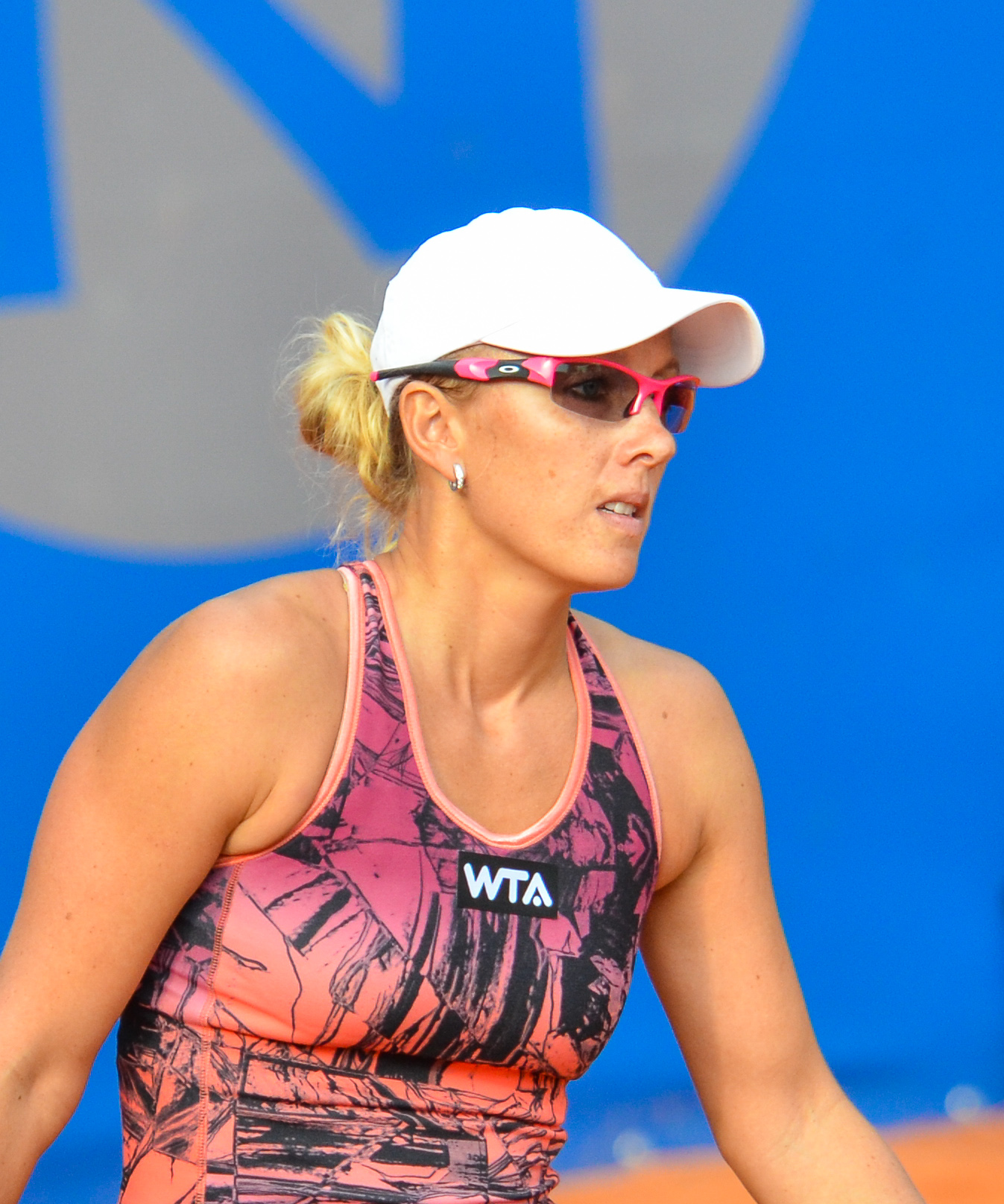
Anastassija Rodionowa
(* 1982)

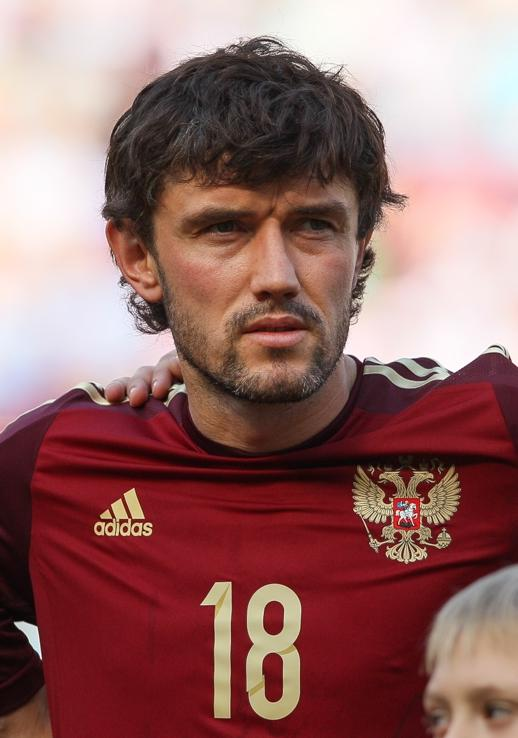
Juri Schirkow
(* 1983)

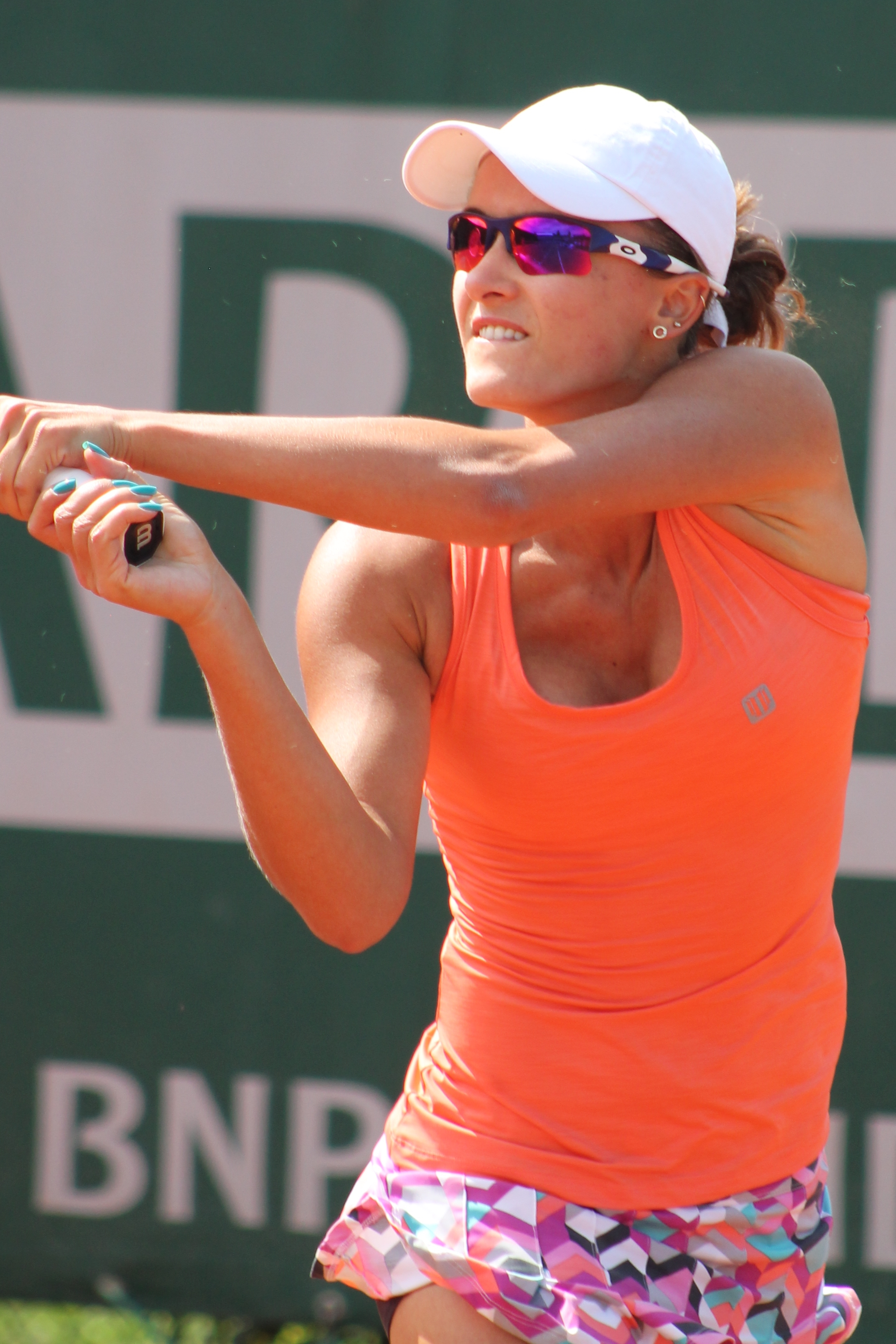
Arina Rodionowa
(* 1989)

## Söhne und Töchter der Stadt Tambow
Folgende Persönlichkeiten sind in Tambow geboren. Die Auflistung erfolgt chronologisch nach Geburtsjahr.

### 19. Jahrhundert

#### 1801–1900
- Nikolai Michnewitsch (1849–1927), General der Infanterie und Chef des Generalstabes
- Constantin Fahlberg (1850–1910), Chemiker, Industrieller, Entdecker des "Saccharin"
- Alexander Wwedenski (1856–1925), Philosoph und Psychologe
- Pjotr Utkin (1877–1934), Maler und Hochschullehrer
- Iwan Plotnikow (1878–1955), Chemiker
- Wladimir Schtschuko (1878–1939), Architekt des Sozialistischen Klassizismus
- Nikolai Cholodny (1882–1953), Botaniker und Mikrobiologe
- Marija Spiridonowa (1884–1941), Sozialrevolutionärin und Politikerin
- Alexei Selesnjow (1888–1967), französischer Schachmeister und Studienkomponist russischer Herkunft
- Grigori Ussijewitsch (1890–1918), Revolutionär
- Alexander Pokrowski (1898–1979), Offizier der Roten Armee
- Lew Kuleschow (1899–1970), Kunstmaler, Bühnenbildner und Regisseur
- Jelisaweta Iwanowna Justowa (1900–1999), Architektin, Künstlerin, Hochschullehrerin und Heimatkundlerin

### 20. Jahrhundert

#### 1901–1950
- Pjotr Galperin (1902–1988), Psychologe und Pädagoge
- Andrei Kolmogorow (1903–1987), Mathematiker
- Wera Faddejewa (1906–1983), Mathematikerin
- Georgi Muschel (1909–1989), Komponist
- Olga Iwinskaja (1912–1995), Geliebte von Boris Pasternak
- Wladimir Swetilko (1915–1996), Gewichtheber
- Alexander Schalimow (1917–1991), Science-Fiction-Autor und Geologe
- Wladimir Bolotin (1926–2008), Maschinenbauingenieur und Hochschullehrer
- Jewgenija Kusnezowa (* 1936), Diskuswerferin
- Witali Galkow (1939–1998), Kanute
- Natalja Prochanowa (1939–1993), Pilotin
- Boris Subow (* 1942), Sprinter
- Swetlana Babanina (* 1943), Schwimmerin
- Oleg Betin (1950–2023), Politiker und Gouverneur der Oblast Tambow

#### 1951–2000
- Anton Antonow-Owsejenko (* 1962), Philologe und Hochschullehrer
- Swetlana Nageikina (* 1965), Skilangläuferin
- Wladislaw Frolow (* 1980), Leichtathlet
- Anastassija Rodionowa (* 1982), russische und australische Tennisspielerin
- Weronika Timofejewa (* 1982), Skilangläuferin und Biathletin
- Juri Schirkow (* 1983), Fußballspieler
- Bella Gesser (* 1985), israelische Schachspielerin
- Pawel Kuschnir (1984–2024), Pianist und politischer Aktivist
- Anton Rubtsov (* 1987), deutscher Schauspieler
- Arina Rodionowa (* 1989), russische und australische Tennisspielerin
- Artjom Archipow (* 1996), Fußballspieler
- Olessja Perwuschina (* 2000), Tennisspielerin

### 21. Jahrhundert
- Nikita Iossifow (* 2001), Fußballspieler
- Anastasia Tjurina (* 2010), Musikerin und Balalaika-Spielerin

## Personen mit Beziehung zu Tambow
- Nikolai Fjodorow (1829–1903), russischer Philosoph; besuchte von 1842 bis 1849 das Gymnasium in Tambow
- Alexander Antonow (1888–1922), Anführer des Bauernaufstands von Tambow während des Russischen Bürgerkriegs
- Walerian Abakowski (1895–1921) konstruierte 1921 in Tambow den Aerowagon (Luftschrauben-Triebwagen).
- Nikolai Dutow (1938–1992), Langstreckenläufer

### Ehrenbürger von Tambow
- Eduard Ikawitz (1831–1889), Arzt[1]

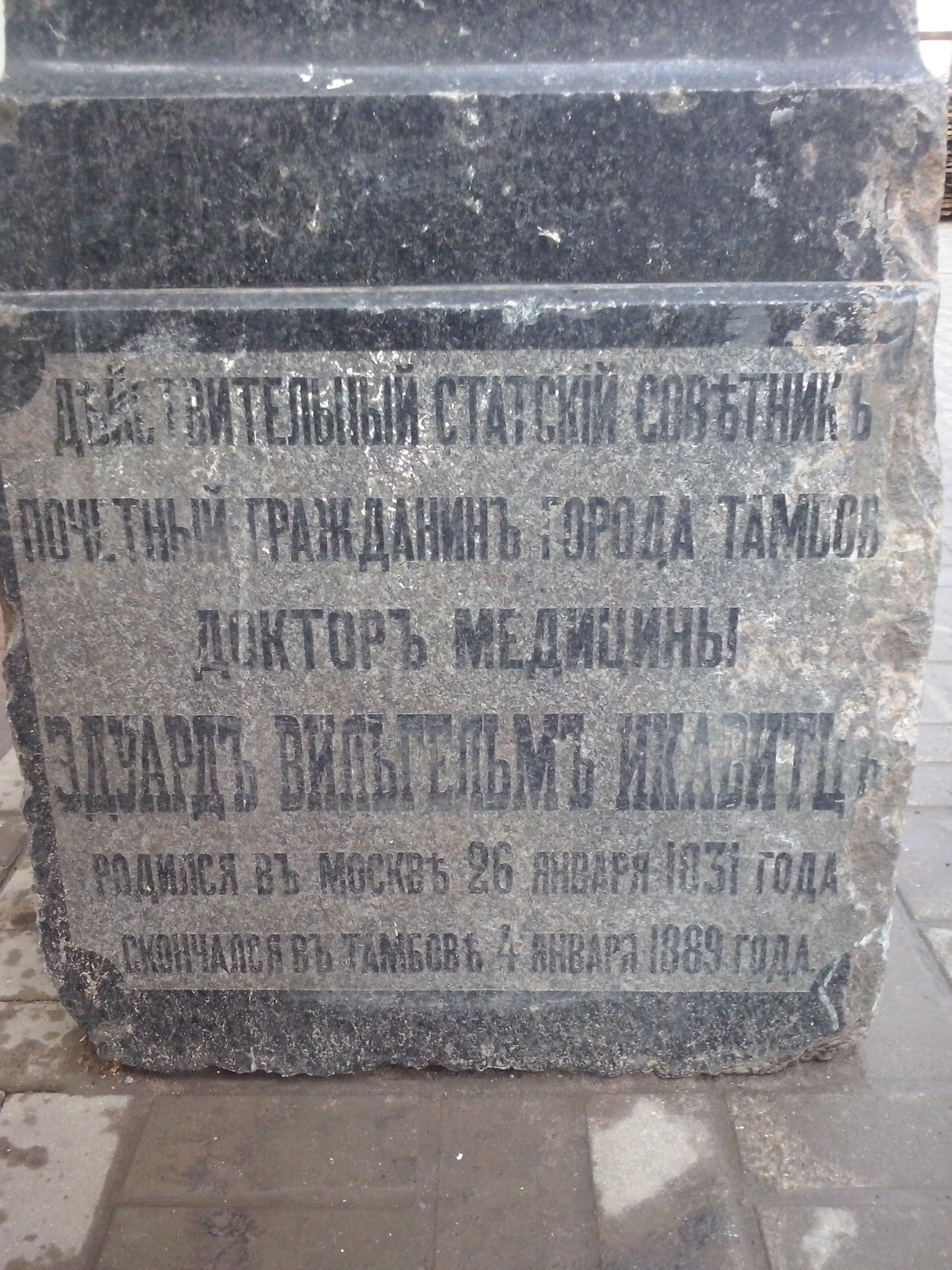
Grabstein des Ehrenbürgers von Tambow Eduard Wilhelm Ikawitz

- Nikolaj Muratow (* 1867; † nach 1917), Gouverneur von Tambow von 1906 bis 1912[2]
- Wassilij Anossow († 1905), Kaufmann und Bürgermeister von Tambow[3]

## In Tambow verstorbene Persönlichkeiten
- 1897: Marija Trubnikowa (1835–1897), Publizistin und Frauenrechtlerin
- 1918: Lew Fedorowitsch Girard de Soucanton (1855–1918), Generalmajor der Kaiserlich-russischen Armee
- 1992: Nikolai Dutow (1938–1992), Langstreckenläufer
- 2000: Alexei Michin (1924–2000), Held der Sowjetunion
- 2013: Iwan Odartschenko (1926–2013), Soldat der Roten Armee im Zweiten Weltkrieg